# Mary Schuurman
Mary Schuurman (Alkmaar, 27 augustus 1942) is een voormalige Nederlandse omroepster die van 1967 tot 1977 bij de TROS actief was.

## Loopbaan
Voor die tijd was ze secretaresse van de hoofdredacteur van De Telegraaf. Toen de TROS in 1967 als aspirant-omroep toetrad tot het publieke bestel werd ze gevraagd als omroepster en deed ze met succes een screentest, waarna ze in het eerste TROS-programma door Karin van Wamelen aan de kijkers werd voorgesteld.
Elf jaar lang bleef ze omroepster en mocht ze haar teksten zelf herschrijven, omdat ze niet altijd hetzelfde wilde zeggen. Ze verwelkomde de kijkers altijd met Dág, dames en heren. Ze had een keurige (voor sommigen bekakte) uitspraak.  
Na haar afscheid als omroepster op de televisie werkte ze nog enkele jaren voor de radio. Daarna schreef ze nog twintig kookboeken.